# Carthage (Mississippi)
Carthage is een plaats (city) in de Amerikaanse staat Mississippi, en valt bestuurlijk gezien onder Leake County.

## Demografie
Bij de volkstelling in 2000 werd het aantal inwoners vastgesteld op 4637.
In 2006 is het aantal inwoners door het United States Census Bureau geschat op 4794, een stijging van 157 (3,4%).

## Geografie
Volgens het United States Census Bureau beslaat de plaats een oppervlakte van
24,3 km², waarvan 24,2 km² land en 0,1 km² water. Carthage ligt op ongeveer 107 m boven zeeniveau.

## Plaatsen in de nabije omgeving
De onderstaande figuur toont nabijgelegen plaatsen in een straal van 28 km rond Carthage.